# Browns Valley
Browns Valley is een plaats (city) in de Amerikaanse staat Minnesota, en valt bestuurlijk gezien onder Traverse County.

## Demografie
Bij de volkstelling in 2000 werd het aantal inwoners vastgesteld op 690.
In 2006 is het aantal inwoners door het United States Census Bureau geschat op 627, een daling van 63 (-9,1%).

## Geografie
Volgens het United States Census Bureau beslaat de plaats een oppervlakte van
2,0 km², geheel bestaande uit land. Browns Valley ligt op ongeveer 301 m boven zeeniveau.

## Plaatsen in de nabije omgeving
De onderstaande figuur toont nabijgelegen plaatsen in een straal van 24 km rond Browns Valley.